# Oscar Neumann
Oscar Rudolph Neumann (Berlín, 3 de septiembre de 1867 – Chicago, 17 de mayo de 1946) fue un naturalista, mastozoólogo y ornitólogo alemán.

## Biografía

### Primeros años
Su madre fue Anna Meyer (1842-1912), quien se había casado con el banquero Max Neumann (1823-1901). Neumann se interesó desde muy joven por la historia natural, especialmente por el mundo de las aves. 

### Viajes por África
En numerosas ocasiones, Oscar Neumann exploró África, particularmente entre 1892 a 1894, describiendo muchas nuevas especies africanas. En noviembre de 1892 inició su primer viaje africano, que lo llevó a través del norte de Tanganica, el sur de Uganda, Kenia y el lago Victoria. 
Describió sus viajes en la obra llamada Beiträge zur Vogelfauna von Ost- und Central-Afrika [Contribuciones a la fauna aviar de África oriental y central].
En 1899, Neumann se embarcó en un viaje de dos años a través de Somalilandia y el sur de Etiopía junto a su colega Carlo von Erlanger. Desde Zeila, en el golfo de Adén, fueron a Addis Abeba. Aquí sus caminos se separaron y Neumann partió solo hacia Shoa para encontrar una nueva ruta hacia Sudán. Erlanger se decidió por la ruta hacia el lago Rofolfo. Durante sus exploraciones, lograron aclarar los informes de exploradores anteriores y reunieron numerosos especímenes zoológicos.
El diario de viaje de Neumann se publicó en 1902 bajo el título From the Somali coast through Southern Ethiopia to the Sudan [Desde la costa somalí a través del sur de Etiopía hasta Sudán]. Una vez más, los resultados –una descripción de 1.300 especies de aves– fueron publicados en revistas científicas relevantes y luego reunidos bajo el título Vögel von Schoa und Süd-Äthiopien [Aves de Shoa y del sur de Etiopía]. Además de las especies de aves, Neumann trajo de África unos 1.000 especímenes de mamíferos y 30.000 insectos.

### Actividad científica
A través de sus viajes, Neumann aprendió mucho sobre la distribución de diferentes variedades y su ecología. No fue sorprendente, por tanto, que fuera uno de los primeros en simpatizar con el concepto de subespecie introducido por Ernst Hartert.
A partir de 1908, las dificultades financieras obligaron a Neumann a trasladarse a Gran Bretaña y aceptar un puesto en el Museo Zoológico Walter Rothschild, en Tring. Este plan también fracasó después de unos pocos meses, ya que Rothschild tuvo dificultades financieras. Neumann decidió entonces trabajar como corredor de bolsa en Berlín durante los siguientes 25 años. A pesar del cambio en su carrera, continuó publicando un número considerable de artículos científicos. 
Cuando los nazis llegaron al poder, se le prohibió negociar en la bolsa de valores. Entonces trasladó su trabajo al campo de la taxonomía sistemática. Al mismo tiempo, alentó a los coleccionistas locales de aves y mamíferos de muchos países a visitar áreas e islas específicas. Estudió sus colecciones en el Museo Zoológico de Berlín y luego las distribuyó a diversos museos, de los cuales gran parte fue a parar a museos de Estados Unidos. 
Debido a su origen judío, finalmente se le prohibió la entrada al Museo Zoológico de Berlín, donde había trabajado durante 40 años como voluntario y donante. Su amigo Julius Riemer lo acogió en su casa, creó para él un lugar de trabajo y le proporcionó literatura y materiales. En 1941, Riemer organizó su huida de Berlín, tomando el último medio de transporte posible, vía España y Cuba hasta Chicago, donde pasó los últimos años de su vida trabajando como conservador en el Museo Field de Historia Natural.
Neumann, que quedó prácticamente sordo y ciego, nunca se casó y murió en 1946 tras una corta enfermedad.
Gran parte de sus colecciones se encuentran en el Museo Julius Riemer de Wittenberg.

## Honores

### Eponimia
Numerosas especies zoológicas llevan su epónimo, algunas son:
- Estornino de Neumann (Onychognathus neumanni),[2]
- Tesia de Neumann (Hemitesia neumanni),
- Lagarto colinaranja de Neumann (Philochortus neumanni Matschie, 1893),[3][4]
- Lagarto de arena de Neumann (Heliobolus neumanni Tornier, 1905).[4]

## Obra

### Algunas publicaciones
- Die Oligochäten Nordost-Afrikas, nach den Ausbeuten der Herren Oscar Neumann und Carlo Freiherr von Erlanger, W Michaelsen (1903)  Zoologische Jahrbuecher (Systematik) 18: 435-556 - Lombrices de tierra del África Noreste, según las colecciones de Neumann y Erlanger.

- Scorpione und Solifugen Nordost-Afrikas, gesammelt 1900 und 1901 von Carlo Freiherrn von Erlanger und Oscar Neumann,  Zoologische Jahrbuecher (Systematik) 18: 557-578 (1903) - Scorpions y Solifugae recolectados entre 1900/01 por Neumann y Erlanger.

- Ueber die von Herrn Dr Neumann in Abessinien gesammelten aulacopoden Nacktschnecken, (1904)  Zoologische Jahrbuecher (Systematik) 19: 673-726 -  Datos del Dr. med. Neumann en lo que respecta a las aulacopodas babosas abisinias.

- Homopteren aus Nordost-Afrika, gesammelt von Oscar Neumann, A Jacobi (1904)  Zoologische Jahrbuecher 19: 761-782 - Hemiptera del África Noreste recolectados por Neumann.

- Schildkröten und Eidechsen aus Nord-Ost Afrika und Arabien. Aus Carlo v. Erlangers und Oscar Neumanns Forschungsreise, G Tornier (1905) Zool. Jahrb Syst 22: 365-388 - Tortugas y lagartos del noreste de África y Arabia, en lo que respecta a la expedición de Erlanger y Neumann.

- Über nordost-afrikanische und arabische Kriechtiere, × Oscar Rudolph Neumann (1905) - En reptiles del noreste de África y Arabia.[5]

## Abreviatura (zoología)
La abreviatura Neumann  se emplea para indicar a Oscar Neumann como autoridad en la descripción y taxonomía en zoología.

## Otras lecturas
- Neumann, Oscar (octubre de 1902). "From the Somali Coast through Southern Ethiopian to the Sudan". Geographical Journal 20: 373-398.

- Datos: Q77186
- Multimedia: Oscar Neumann / Q77186
- Especies: Oscar Rudolph Neumann